# KK Sutjeska
El KK Sutjeska (Cirílico: КК Сутјеска) es un club de baloncesto profesional de la ciudad de Nikšić, que milita en la Erste Liga, la máxima categoría del baloncesto montenegrino y en la Balkan League. Disputa sus partidos en el Nikšić Sports Center, con capacidad para 3000 espectadores.

## Historia
KK Sutjeska fue fundado en 1948. Las primeras nociones básicas de baloncesto para los jóvenes de Nikšić, fueron llevadas a cabo por Vojislav Spasojević, un entrenador de Belgrado. Inmediatamente después de esta iniciativa, Vule Vukalović pasó a formar parte de la dirección del club, junto con la ayuda del árbitro internacional Dragan Jakšić, comenzando a tomar forma el equipo de baloncesto.
La primera competición en la que participó el KK Sutjeska fue en 1950, en un campeonato de Montenegro celebrado en Cetiña, donde Sutjeska batió a Jedinstvo por 24-20.
En 1955, KK Sutjeska cambió su nombre a KK Nikšić. El nuevo nombre no duró mucho, ya que en 1957 fue cambiado a KK Partizan Nikšić. En 1962, el nombre fue cambiado a KK Mladost Nikšić. Ese año, en el campeonato regional de Montenegro, compitieron seis equipos y el campeón fue el KK Mladost, sin perder un solo partido. La plantilla del KK Mladost en el año 1962 estaba formada por: Burić, Plamenac, Gvozdenović, Šturanović, Krstajić, Jovović, Zeković, Mijatović, Baletić, Filipovski, Vušurović y Nikolić.
En 1966, KK Mladost cambió su nombre de nuevo a KK Sutjeska, pero en 1970 el nombre fue cambiado otra vez a  KK Partizan Nikšić. Finalmente, en 1974, el equipo cambio el nombre de KK Partizan a KK Sutjeska, sin cambiar de denominación hasta el año 2003. De 2003 a 2009 se llamó otra vez KK Nikšić, hasta que en 2009 volvió a su nombre tradicional, KK Sutjeska, nombre que posee en la actualidad.

### Campeones de la Copa de baloncesto de Montenegro de 2013
El 9 de febrero de 2013, en la final de la Copa de baloncesto de Montenegro, KK Sutjeska batió a sus eternos enemigos del KK Budućnost Podgorica por 64-55. Fue la primera vez en la historia de la competición desde que Montenegro consiguió su independencia en 2006, que el club de Podgorica no ganó la copa.
El 10 de septiembre de 2015, Sutjeska fue admitido en la ABA Liga. Era la primera vez en la historia del club que jugaban competición regional.

## Nombres
- KK Sutjeska Nikšić (1950-1955)
- KK Nikšić (1955-1957)
- KK Partizan Nikšić (1957-1962)
- KK Mladost Nikšić (1962-1966)
- KK Sutjeska Nikšić (1966-1970)
- KK Partizan Nikšić (1970-1974)
- KK Sutjeska Nikšić (1974-2003)
- KK Nikšić (2003-2009)
- KK Sutjeska Nikšić (2009-presente)

## Posiciones en liga
|  | - 2009: (D2) - 2010: 1º-(1B), 12º-(1A) - 2011: 1º-(1B) - 2012: 3º-(1A) - 2013: 2º | - 2014: 5º - 2015: 2º - 2016: 3º |

## KK Sutjeska en la ABA Liga
| Equipo         | 2015/2016      |
| Budućnost      | 92-91 / 89-87  |
| Cedevita       | 68-83 / 73-50  |
| Cibona         | 68-80 / 93-76  |
| Crvena Zvezda  | 62-70 / 96-67  |
| Igokea         | 72-83 / 75-58  |
| Krka           | 87-81 / 58-66  |
| Mega Leks      | 68-73 / 101-72 |
| Metalac        | 84-73 / 84-78  |
| MZT Skopje     | 68-77 / 71-75  |
| Partizan       | 82-71 / 75-67  |
| Tajfun         | 51-60 / 71-68  |
| Union Olimpija | 86-78 / 60-61  |
| Zadar          | 71-60 / 85-83  |
| Posición       | 13º            |
| Resultado      | (9-17)         |

## KK Sutjeska en la Balkan League
| Equipo          | 2014/2015     |
| Kožuv           | 74-66 / 79-76 |
| Kumanovo 2009   | 83-86 / 97-87 |
| Peja            | 86-84 / 83-64 |
| Rilski Sportist | 81-79 / 78-68 |
| Sigal Prishtina | 0-20 / 99-92  |
| Teodo Tivat     | 82-55 / 82-90 |
| Posición        | 7º            |
| Resultado       | (5-7)         |

## Palmarés
- Campeón de la Copa de baloncesto de Montenegro

2013
- Campeón de la Prva B

2011
- Subcampeón de la Erste Liga

2012, 2013, 2015
- Subcampeón de la Copa de baloncesto de Montenegro

2012, 2014
- Subcampeón de la Prva B

2010

## Jugadores destacados
| - Draško Albijanić - Radoje Djurkovic - Bojan Dubljević - Goran Gajović - Nemanja Gavranic - Aleksa Ilić - Goran Jeretin - Rajko Kljajević - Goran Nikolić - Vukota Pavić | - Nikola Pavličević - Aleksa Popović - Radosav Spasojević - Nemanja Vranješ - Nikola Vučurović - Nemanja Arsić - Nemanja Jaramaz - Dragan Kruscić - Ivan Miceta - Đoko Šalić | - Chuck Harper - Marvin Ramsey - Stevan Karadžić - Ratko Radovanović - Žarko Varajić - Rajko Žižić - Vladan Jocović - Ratko Varda - Nemanja Ćalasan - Brion Rush |

## Entrenadores
| - Miodrag Baletić - Poli Goran Bojanic - Bosko Djokic - Zoran Glomazić - Rade Petrovic |